# Ciudad y Tierra de Segovia
La Comunidad de Villa y Tierra és una institució política castellana, un ens jurídic autònom que va néixer lliurement com un sistema d'autogovern que distribuïa justícia i autoritat entre els seus veïns i ordenava en comunitat l'aprofitament de les aigües, de les terres i de les pinedes. Es va formar amb la suma d'antics costums més les necessitats pròpies de l'època. Va néixer arran de la repoblació efectuada per Alfons VI, quan van sorgir els grans Concejos al llarg de la línia del sud del Duero. Interessos comuns de diverses poblacions van fer que aquestes s'agrupessin en una Comunitat. Més tard, el rei Alfons VIII de Castella va donar i va donar vigor a aquests grans concejos.

## Configuració

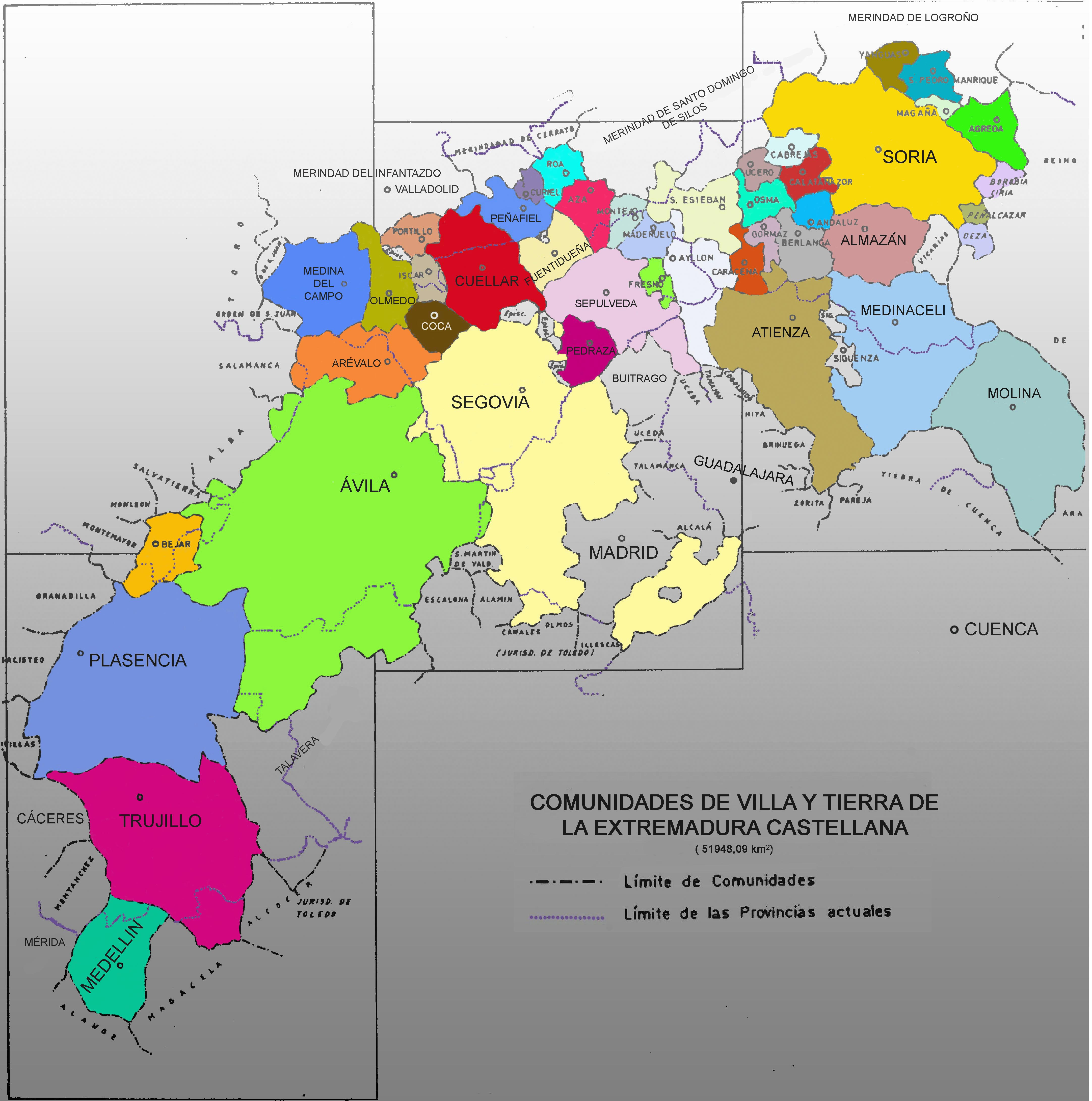
Comunidades de Villa y Tierra

El territori de la Comunitat era propietat del Concejo. La Comunitat consistia en un petit estat amb fur propi que formava una unitat territorial convenient, amb obligacions en mancomunitat. Estava regida pel Concejo i en ell havia una representació del rei en la figura d'un delegat real o regidor.

## Divisió geogràfic-administrativa
La Vila i Terra es va dividir en parts administratives, a les quals en la Comunitat de Vila i Terra de Segòvia se'ls donava el nom de "Sexmos", perquè al principi van ser sis. En altres comunitats, com la de Sepúlveda, aquestes divisions es van dir "Ochavos" perquè la terra es va dividir en vuit parts. Actualment, els sexmos de la Comunidad de Villa y Tierra de Segòvia són deu, vuit al nord de la serra, en l'actual província de Segòvia, i dues al sud, en la província de Madrid: Els sis originals amb els seus caps de sexmo foren:
- Sexmo de San Lorenzo, Brieva.
- Sexmo de Santa Eulalia, Bernardos.
- Sexmo de San Millán, Valverde del Majano.
- Sexmo de La Trinidad, Villoslada.
- Sexmo de San Martín, Ituero y Lama.
- Sexmo de Cabezas, Escalona del Prado, Mozoncillo.

A aquests s'hi afegiren:
- Sexmo de El Espinar (1297), El Espinar.
- Sexmo de Posaderas (1399), Muñoveros.
- Sexmo de Lozoya, Lozoya.
- Sexmo de Casarrubios, El Escorial.

La Comunitat va arribar a tenir, abans de 1480, altres tres sexmos més que va perdre per diversos motius en terres madrilenyes: Tajuña, Manzanares i Valdemoro. En cada sexmo havia un "procurador de Terra" que rebia també els noms de "procurador comú o sexmero". En el sexmo de Vila es cridava "procurador síndic". Tots aquests procuradors o sexmeros eren els representants i portadors de la veu de tots els llogarets. Eren la seva representació davant la llei.

## Comarca de Segòvia
Segons el web del sindicat agrari ASAJA, la Comarca de Segòvia té 1.986 km² i està formada pels municipis de Segòvia, El Espinar, San Ildefonso, Palazuelos de Eresma, Villacastín, La Lastrilla, Otero de Herreros, Arcones, Bernuy de Porreros, Cerezo de Arriba, Espirdo, La Losa, Matabuena, Navafría, Navas de San Antonio, Pedraza, Prádena, Santo Tomé del Puerto, Trescasas Torrecaballeros, Torreiglesias, Torre Val de San Pedro, Vegas de Matute, Zarzuela del Monte.